# 袁文祥
袁文祥，字子瑞，號凤阶，贵州安順人，清朝政治人物，同進士出身。

## 生平
嘉慶二十五年（1820年）庚辰科進士，三甲五十八名，選翰林院庶吉士，散館授檢討，後任監察御史，官至甘肅平涼府知府。